# 비틀 (고속선)

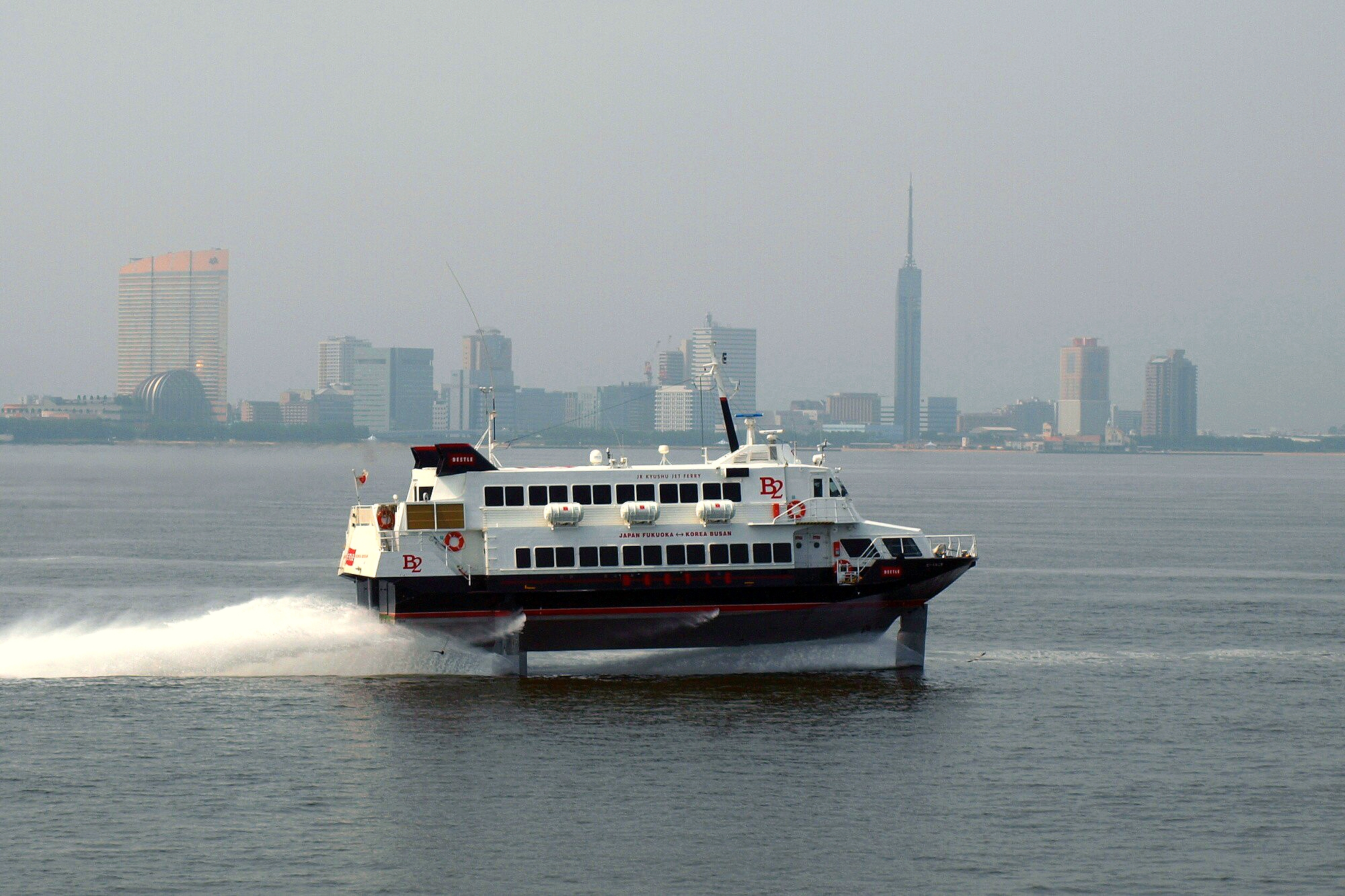

비틀(Beetle)은 큐슈여객철도 선박사업부가 자회사로 분사한 JR 큐슈 고속선 주식회사가 2005년 10월 1일부터 운항하고 있는 고속선이다. 선체 기종은 보잉이 개발하고 가와사키 중공업 고베 조선소에서 건조한 수중익선 보잉 929이다.
대한민국 부산광역시의 부산항과 일본 후쿠오카시의 하카타항을 약 3시간에 연결해주고 있으며, 1일 4~5회 왕복 취항하고 있다.
여수 엑스포 기간(2012.5.12~8.12)에 대한민국 여수시의 여수국제크루즈터미널과 일본 후쿠오카시의 하카타항을 임시로 운행한 전력이 있다.
2016년 3월부로 미래고속 코비와 공동 제휴 계약을 종료한 후, 현재는 JR 큐슈 고속선 비틀 독자적으로 운항을 하고 있다.
총 3척의 비틀호를 보유하고 있으며, 비틀 1세, 2세, 3세로 구분된다.
2017년 1월 1일 배우 '성훈'을 모델로 기용하여 활발한 마케팅 활동을 펼치고 있다.

## 제원
- 정원 191명 (일반석 175석, 그린석 16석)
- 전장 27.4m, 폭 8.5m, 최고속력 43노트

## 기타
당일치기로 부산을 다녀올 수 있기 때문에, 한 때 일본에서는 부산에 주로 면세품 쇼핑을 하기 위해 이 고속여객선을 이용하는 사람들을 비틀족(ビートル族)이라고 부르기도 했었다고 한다. 2020년 7월부터는 비틀호가 기존의 고속선 대신 세계 최초의 삼동선(쌍동선과 비슷한 개념)으로 탈바꿈하여, 500여 명의 정원을 가진 퀸 비틀호가 취항할 예정이다. 그러나 3월 9일, 코로나19 범유행의 여파에 따라 신규 취항을 2021년 안으로 예정되어 있으며, 화물로만 운용하기에는 버거워지기 때문에, 코로나 이슈에 따라 세계 최초의 삼동선이 수주하게 될 수 없는 상태까지 직면할 위기에 처하고 있어 신규 취항이 지지부진할 수도 있게 된다.
2022년 11월 4일 검역체제의 완화를 이유로 재개하였다. (당분간은 토,일 한정 운행), 검역 안내는 홈페이지 참조

## 같이 보기
- 하이드로포일
- 부관훼리
- 코비(KOBEE) - 한국미래고속
- 카멜리아 라인